# Crematogaster scutellaris
Crematogaster scutellaris é uma espécie de formigas, insetos himenópteros pertencentes à família Formicidae.
A autoridade científica da espécie é Olivier, tendo sido descrita no ano de 1792.
Trata-se de uma espécie presente no território português.